# Clasificación mundial de clubes según la IFFHS
La Federación Internacional de Historia y Estadística de Fútbol (IFFHS) elabora desde 1991 una clasificación anual de los mejores clubes de fútbol del mundo según sus resultados y estadísticas a partir de un baremo propio de calificación de los mismos. Para elaborar la clasificación tiene en cuenta diversos aspectos, como el número de partidos ganados, goles conseguidos, goles recibidos o títulos conseguidos, entre otros, además por supuesto de los resultados obtenidos en cada encuentro disputado.

## Ranking anual
A continuación se listan los mejores clubes del año según la Federación Internacional de Historia y Estadística de Fútbol (IFFHS), indicando entre paréntesis el número de puntos obtenidos según el baremo de la propia organización.
| Año  | Primero                   | Primero    | Segundo                 | Segundo             | Tercero                   | Tercero               |         |
| ---- | ------------------------- | ---------- | ----------------------- | ------------------- | ------------------------- | --------------------- | ------- |
| Año  | 1991                      | A. S. Roma | (347,5)                 | F. K. Crvena Zvezda | (344,5)                   | Olympique de Marsella | (299,5) |
| 1992 | A. F. C. Ajax             | (331)      | A. C. Milan             | (330)               | Real Madrid C. F.         | (323)                 |         |
| 1993 | Juventus F. C.            | (372,7)    | A. C. Milan             | (367,5)             | F. C. Barcelona           | (319)                 |         |
| 1994 | París Saint-Germain F. C. | (334)      | Parma F. C.             | (332,5)             | A. C. Milan               | (310)                 |         |
| 1995 | A. C. Milan               | (367,5)    | Juventus F. C.          | (320)               | A. F. C. Ajax             | (300)                 |         |
| 1996 | Juventus F. C.            | (335)      | América de Cali         | (261,5)             | F. C. Barcelona           | (256)                 |         |
| 1997 | F. C. Barcelona           | (378)      | Juventus F. C.          | (310)               | B. V. Borussia            | (308)                 |         |
| 1998 | F. C. Internazionale      | (326)      | C. R. Vasco da Gama     | (295,5)             | F. C. Bayern              | (288)                 |         |
| 1999 | Manchester United F. C.   | (361)      | S. E. Palmeiras         | (291)               | Parma F. C.               | (289)                 |         |
| 2000 | Real Madrid C. F.         | (327)      | Galatasaray S. K.       | (322)               | C. A. Boca Juniors        | (296)                 |         |
| 2001 | Liverpool F. C.           | (358)      | F. C. Barcelona         | (298)               | F. C. Bayern              | (292)                 |         |
| 2002 | Real Madrid C. F.         | (312)      | Manchester United F. C. | (306)               | Arsenal F. C.             | (289)                 |         |
| 2003 | A. C. Milan               | (295)      | Real Madrid C. F.       | (293)               | Santos F. C.              | (284)                 |         |
| 2004 | Valencia C. F.            | (274)      | C. A. Boca Juniors      | (270)               | Manchester United F. C.   | (265)                 |         |
| 2005 | Liverpool F. C.           | (317)      | F. C. Internazionale    | (307)               | F. C. Bayern              | (281)                 |         |
| 2006 | Sevilla F. C.             | (295)      | F. C. Internazionale    | (286)               | A. S. Roma                | (277)                 |         |
| 2007 | Sevilla F. C.             | (306)      | Manchester United F. C. | (281)               | A. C. Milan               | (280)                 |         |
| 2008 | Manchester United F. C.   | (292)      | F. C. Bayern            | (272)               | Liverpool F. C.           | (267)                 |         |
| 2009 | F. C. Barcelona           | (341)      | Chelsea F. C.           | (292)               | Manchester United F. C.   | (291)                 |         |
| 2010 | F. C. Internazionale      | (300)      | F. C. Bayern            | (268)               | F. C. Barcelona           | (266)                 |         |
| 2011 | F. C. Barcelona           | (367)      | Real Madrid C. F.       | (312)               | C. A. Vélez Sarsfield     | (271)                 |         |
| 2012 | F. C. Barcelona           | (307)      | Chelsea F. C.           | (279)               | C. A. Boca Juniors        | (278)                 |         |
| 2013 | F. C. Bayern              | (370)      | Real Madrid C. F.       | (290)               | Chelsea F. C.             | (273)                 |         |
| 2014 | Real Madrid C. F.         | (381)      | F. C. Bayern            | (276)               | Atlético de Madrid        | (267)                 |         |
| 2015 | F. C. Barcelona           | (379)      | Juventus F. C.          | (286)               | S. S. C. Napoli           | (268)                 |         |
| 2016 | Atlético Nacional         | (383)      | Real Madrid C. F.       | (310)               | F. C. Barcelona           | (280)                 |         |
| 2017 | Real Madrid C. F.         | (328)      | Grêmio F. P. A.         | (286)               | Manchester United F. C.   | (284)                 |         |
| 2018 | Atlético de Madrid        | (289)      | Real Madrid C. F.       | (284)               | F. C. Salzburgo           | (278)                 |         |
| 2019 | Liverpool F. C.           | (316)      | F. C. Barcelona         | (293)               | Manchester City F. C.     | (284)                 |         |
| 2020 | F. C. Bayern              | (260)      | S. E. Palmeiras         | (230)               | París Saint-Germain F. C. | (226)                 |         |
| 2021 | S. E. Palmeiras           | (322)      | C. A. Mineiro           | (313)               | Manchester City F. C.     | (300)                 |         |
| 2022 | C. R. Flamengo            | (299)      | S. E. Palmeiras         | (284)               | Liverpool F. C.           | (273)                 |         |
| 2023 | Manchester City F. C.     | (359)      | Real Madrid C. F.       | (332)               | F. C. Internazionale      | (289)                 |         |
| 2024 | Real Madrid C. F.         | (441)      | Bayer Leverkusen        | (384)               | Atalanta B. C.            | (380)                 |         |

### Historial
A continuación se detalla tanto el historial de la clasificación al final de cada año, como el ranking de la clasificación a fecha de su última actualización conocida, siendo una clasificación meramente informativa de cara a su resolución final al terminar cada año natural.
El equipo que más veces se encontraba en lo alto de la clasificación al final de cada año es el español Fútbol Club Barcelona, quien la ha ocupado un total de cinco ocasiones desde 1991,igualado por el Real Madrid Club de Fútbol, proclamándose como mejor club del mundo por última vez en 2024.
| #  | Equipo                    | 1.º | 2.º | 3.º | Años proclamado              |
| -- | ------------------------- | --- | --- | --- | ---------------------------- |
| 1  | Real Madrid C. F.         | 5   | 6   | 1   | 2000, 2002, 2014, 2017, 2024 |
| 2  | F. C. Barcelona           | 5   | 2   | 4   | 1997, 2009, 2011, 2012, 2015 |
| 3  | Liverpool F. C.           | 3   | -   | 2   | 2001, 2005, 2019             |
| 4  | F. C. Bayern              | 2   | 3   | 3   | 2013, 2020                   |
| 5  | Juventus F. C.            | 2   | 3   | -   | 1993, 1996                   |
| 6  | Manchester United F. C.   | 2   | 2   | 3   | 1999, 2008                   |
| 7  | A. C. Milan               | 2   | 2   | 2   | 1995, 2003                   |
| 8  | F. C. Internazionale      | 2   | 2   | 1   | 1998, 2010                   |
| 9  | Sevilla F. C.             | 2   | -   | -   | 2006, 2007                   |
| 10 | S. E. Palmeiras           | 1   | 3   | -   | 2021                         |
| 11 | Manchester City F. C.     | 1   | -   | 2   | 2023                         |
| 12 | A. F. C. Ajax             | 1   | -   | 1   | 1992                         |
| =  | A. S. Roma                | 1   | -   | 1   | 1991                         |
| =  | C. Atlético de Madrid     | 1   | -   | 1   | 2018                         |
| =  | París Saint-Germain F. C. | 1   | -   | 1   | 1994                         |
| 16 | Valencia C. F.            | 1   | -   | -   | 2004                         |
| =  | Atlético Nacional         | 1   | -   | -   | 2016                         |
| =  | C. R. Flamengo            | 1   | -   | -   | 2022                         |

| Top 10 (1 de diciembre de 2023 - 30 de noviembre de 2024) | Top 10 (1 de diciembre de 2023 - 30 de noviembre de 2024) | Top 10 (1 de diciembre de 2023 - 30 de noviembre de 2024) | Top 10 (1 de diciembre de 2023 - 30 de noviembre de 2024) |
| Posición                                                  | Club                                                      | Confederación                                             | Puntos                                                    |
| 1                                                         | Real Madrid C. F.                                         | UEFA                                                      | 388                                                       |
| 2                                                         | Atalanta B. C.                                            | UEFA                                                      | 377                                                       |
| 3                                                         | Bayer Leverkusen                                          | UEFA                                                      | 370                                                       |
| 4                                                         | Manchester City F. C.                                     | UEFA                                                      | 360                                                       |
| 5                                                         | Botafogo F. R.                                            | Conmebol                                                  | 329                                                       |
| 6                                                         | Liverpool F. C.                                           | UEFA                                                      | 315                                                       |
| 7                                                         | F. C. Barcelona                                           | UEFA                                                      | 305                                                       |
| 8                                                         | Borussia Dortmund                                         | UEFA                                                      | 299                                                       |
| 9                                                         | F. C. Internazionale                                      | UEFA                                                      | 297                                                       |
| =                                                         | C. R. Flamengo                                            | Conmebol                                                  | 297                                                       |
| Última actualización: 30 de noviembre de 2024 *           | Última actualización: 30 de noviembre de 2024 *           | Última actualización: 30 de noviembre de 2024 *           | Última actualización: 30 de noviembre de 2024 *           |
| --------------------------------------------------------- | --------------------------------------------------------- | --------------------------------------------------------- | --------------------------------------------------------- |

## Mejor club del mundo
Para establecer el que será el mejor club del siglo XXI, la IFFHS estableció una clasificación histórica de clubes computando resultados de todos los clubes desde 1991 —fecha de fundación del organismo— hasta 2009, fecha en la que pasó a establecer un ranking por décadas del mejor club del nuevo siglo, acorde con Clubes continentales del siglo XX según la IFFHS, el ya acontecido el siglo anterior y dividido por continentes, y de manera global por la FIFA.
Para su resolución tuvo en cuenta todos los resultados de los campeonatos y copas nacionales, así como las competiciones de clubes de las seis confederaciones internacionales durante dicho período.
Asimismo, para esta clasificación, la IFFHS tuvo en cuenta también el "top 50 de clubes" en la clasificación mundial del 31 de diciembre de cada año, dándole desde 50 puntos al primero hasta un punto a quincuagésimo. A finales de la primera década del  siglo XXI, la IFFHS decidió eliminar la lista para sustituirla por una clasificación por décadas, ya que según se expone en su página web «Después de haber premiado al mejor equipo de cada continente para el siglo XX, parecía sensato renunciar a un ranking Mundial de Clubes de todos los tiempos y reemplazarlo por un Ranking Mundial de Clubes para el siglo XXI que luego sería ampliado cada año añadiendo simplemente los puntos de cada club obtenidos en el Ranking Mundial de Clubes hasta el 31 de diciembre». Así pues, desapareció el ranking inicial histórico en detrimento de este último, acorde a unos intervalos correctos para su resolución final al término de siglo.

## Enlaces relacionados
- IFFHS (Federación Internacional de Historia y Estadística de Fútbol).
- Clasificación mundial de ligas nacionales según la IFFHS.
- Clasificación mundial de clubes según la IFCStat.